# Starina Novak
Starina Nóvak (srbsko cirilsko Старинa Новак; romunsko Baba Novac; bolgarsko Баба Новак, "Stari Novak"), srbski hajduk bolgarskega porekla, * ok. 1520, Poreč, Osmansko cesarstvo, † 5. februar 1601, Koloszvár, Kneževina Transilvanija.
V zgodovino se je zapisal kot pomemben upornik zoper turško oblast, danes pa velja za narodnega junaka pri Srbih, Romunih in Bolgarih.

## Poreklo in mladost
Novak se je rodil ok. 1520 ali ok. 1530 v srbsko družino iz vasi Poreč na otoku na Donavi, tedaj del Osmanskega cesarstva (danes Donji Milanovac v Srbiji). Njegova družina naj bi izhajala iz Timočke krajine. Novakov oče je bil pomemben poreški trgovec, ki je nekaj časa živel tudi v bolgarskem mestu Niš, zaradi česar obstaja možnost, da se mu je sin rodil prav tam, v nekem obdobju pa je bil celo kandidat za srbski prestol. Novakova mama je bila Vlahinja, ki je izhajala iz vasi Basarabi pri Kalafatu. Srbski zgodovinar Jovan Raić je zapisal:
Baba Novak je bil rojen od starodavnih bolgarskih kraljev, natančneje od Sracimira in Šišmana, bolgarskih knezov.
Dodaten podatek, ki nakazuje sorodstvo z bolgarskimi vladarji je Novakov vzdevek Debeli, ki bi lahko opisoval Novakovo telesno podobo, hkrati pa je to tudi prevod dinastičnega vzdevka Šišman (iz turščine şişman  – »debeli«). Temu pritrjuje tudi dejstvo, da se v nekaterih virih ime pojavlja kot Novak Debelić, torej gre bolj za priimek – kopijo turškega patronimika – kot pa za osebni vzdevek. Podobno se v srbskih virih imenuje Starina Novak, kar je prevod njegovega imena Baba Novak  – iz turškega baba, kar pomeni »oče«, »starec«. Pravzaprav tako plemenito poreklo jasno pojasnjuje marsikaj, predvsem pa Novakovo prvovrstno vojaško znanje in krščansko vnemo, njegovo relativno visoko izobrazbo, netipično za njegovo dobo in poklic, ter njegovo obsežno jezikovno in drugo znanje ter uspešno kariero na vlaškem knežjem dvoru.
V štiridesetih letih 16. stoletja se je Novakov oče naselil v Niškem in trgoval s krznom, ki ga je prodajal po Vlaškem in Ogrskem. V zgodnjih letih se je mladi Novak izobraževal v poreškem samostanu, kjer se je naučil brati in pisati v stari cerkveni slovanščini. Prejel je tudi dobro krščansko in socialno znanje. Naučil se je knjižne bolgarščine, grščine, latinščine ter izboljšal znanje vlaškega jezika. Poleg svojega maternega jezika srbščine se je naučil tudi romunščine v Timočki krajini, grščine ter turščine, ko je deloval kot turški suženj.

## Vojaška kariera
Po očetovi smrti je nadaljeval družinsko podjetje, vendar je prišel v resen spopad s Turki, ki so ga zaprli in tako mučili, da je izgubil vse zobe, zaradi česar se ga je prijel vzdevek Starina. Tako je že zelo zgodaj začel svojo hajduško kariero; zapustil je svoj rodni kraj in se umaknil v gozdove Timočke krajine, kjer ga je nek harambaša hitro naučil vojaščine in vihtenja orožja. Kmalu je ustanovil svojo četo in pričel s silnimi protiturškimi napadi. Njegova močna osebnost in vojaška spretnost sta pritegnila mnoge somišljenike, njegovi vojaki pa so postali močna bojna sila. Najstarejša omemba Novaka sega v leto 1595, ko je omenjen med silami vlaškega kneza Mihaela Hrabrega. Na knežjem dvoru je postal eden Mihaelovih najuspešnejših vojaških poveljnikov, ko pa je kasneje dosegel čin generala, je postal njegov najbližji zaveznik in desna roka. Njegova vloga je postala še posebej pomembna ob koncu 16. stoletja, ko se je začela avstrijsko-turška vojna med Habsburško monarhijo in Osmanskim cesarstvom. V svoji prvi bitki je skupaj z vlaškim knezomnapadel in zavzel Ada Kaleh, otoško trdnjavo sredi Donave, ki je nadzorovala Džerdap.
Leta 1594 je Starina Novak skupaj z dalmatinskim Deli Markom organiziral konjenico 800 mož, ki so jo sestavljali Bolgari, Vlahi, Madžari in Srbi. Konjenica je prečkala Donavo in vdrla v Vidin, vendar ji ni uspelo zavzeti trdnjave, ki so jo Turki okrepili in prenovili, branila pa jo je številna posadka in številni topovi. Nekateri ta napad povezujejo z ambicijo Starine Novaka, da obnovi Vidinsko kraljestvo, kateremu so mu vladali njegovi predniki. Ker ni bilo sredstev za obleganje, sta se Novak in Deli Marko odpravila proti Nikopolu, in čeprav je bil tudi dobro utrjen, je bil zavzet s hitro ofenzivo. Po tej zmagi sta se usmerila proti Svištovu, a tudi tam sta naleteli na znatne sile in topove, tako da sta zavzeli Ruse in Kladovo ter začela prestrezati turške kolone, ki so bile poslane kot okrepitev tistim, ki so se borile proti Avstrijcem, in jim prerezala komunikacijske poti. Konjenici se je pridružilo še približno 500 ljudi, predvsem Bolgarov, in postala je velika ovira za premik turških okrepitev na fronto.

Leta 1595 je v Banatu združil Mihaelove sile in si prislužil čin stotnika z 2000 srbskimi hajduki pod poveljem, s katerimi je nameraval osvoboditi vlaške dežele.
Zgodaj spomladi je s 700 vojaki ponovno prečkal Donavo, hitro prišel do gorovja Balkana in tam s presenetljivim napadom, v katerem je preživelo zgolj 8 njegovih vojakov, porazil številno turško vojsko, kateri so zasegli veliko količino živine in opreme. Ta zmaga je razširila njegovo vojaško slavo daleč naokoli. Novakov odred se je s severa pridružil zavzetju bolgarske Sofije, glavnega mesta evropskih posesti Turkov - rumelijskega bejlerbeja in sedeža rumelijskega bejlerbega, pred 2000 razbojniki, ki jih je vodil Čavdar Vojvoda iz regije Štip. Vzpostavili so začasni nadzor ne zgolj v Sofiji, temveč tudi nad Kjustendilom, Novim Bardom, Kratovom, Skopjem, bogatimi rudniki na tem območju in drugimi manjšimi naselji. Celotna ta regija je bila osvojena in osvobojena izpod turške oblasti, o čemer pričajo Hodža Sead-ed Din v svoji Zgodovini, poseben sultanov dekret za njeno ponovno osvojitev in dokumenti evropskih popotnikov o krutem poboju upornega bolgarskega prebivalstva, katerega trupla in sveže odsekane glave naj bi poleti leta 1596 dobesedno posejale dolgo pot od Sofije do Niša.
15. avgusta 1595 je Starina Novak v močvirjih blizu Călugărenov pri mestu Giurgiu skupaj z vlaškim vojvodo Mihailom Hrabrim premagal številčno turško vojsko, ki je vdrla z nasprotnega brega Donave in ji je poveljeval Koca Sinan paša. Oktobra so pregnali Turke iz Târgovișta, Bukarešte ter Giurgiuja, na bolgarski obali pa so osvojili Silistro, Harsovo in Babadag. Cesar Rudolf II. je cenil vlogo in dejanja konjenice Starine Novaka in Deli Marka v dolgi vojni in je tako po Donavi poslal tri ladje z denarjem, orožjem in 600 prostovoljci iz Francije, Nemčije in Italije ter 6 lahkih topov s konjsko vprego, kar je povečalo udarno moč enote. Cesar je Novaku in Deli Marku podelil tudi nemške vojaške čine in obljubil, da bo po uspešni vojni s Turki poslal vso svojo vojsko v boj za obnovo bolgarske in srbske državnosti.
Leta 1598 je na čelu odreda 1500 mož, večinoma Srbov in nekaj Bolgarov, znova prečkal Donavo z Deli Markom, združil moči s preostankom sil Mihaela Hrabrega, s tem je vojska štela 16.000 oboroženih mož, in zavzel vasi Krachunovsko, Tri Kladentsi, Lokvitsa, Vabel ter trdnjave Oryahovo, Pleven, Vratsa in Mezdra, Vidin in Florentin, srbski in bolgarski prebivalci teh krajev pa so se po tem z osvobodilno vojsko poveselili. Kronisti so ta del Stare planine začeli imenovati Novakova planina. Ko se je Starina Novak približal gorovju Balkana, je to postalo znak za izbruh dolgo pripravljane prve trnovske vstaje. Posledično je 60.000 Bolgarov zbežalo čez Donavo na Vlaško, Starina Novak pa v Rusijo.
Leta 1599 se je sila več kot 50.000 mož pod vodstvom Bordja Maka v Ploieștih sestala z Novakovo vojsko v kvadrat s 5-6 vrstami v sredi, preden je zasegla Sibiu. Istega leta se je bil prisiljen vrniti na Vlaško, da bi prevzel poveljstvo nad levim krilom 40.000-članske vojske Mihaela Hrabrega v zgodovinski bitki pri Šelimberju s Transilvanci nedaleč od Sibiuja, po kateri je Transilvanijo osvojil vlaški vojvoda, nekaj dni kasneje pa so njenega vladarja, knezoškofa Bathoryja, ubili Škeji in Mihael je postal gospodar kneževine.
Leta 1600 so bile Novakove čete nameščene v Banat, kjer jim je bilo naročeno osvoboditi južne dežele. Starina Novak je bil poslan, da zavzame stari sedež Fružina, sina carja Ivana Šišmana, trdnjavo Lipova. Ko je to nalogo hitro opravil, je bil ponovno drugi za knezom v poveljstvu Mihaelovih čet, ki so maja zavzele glavno mesto moldavske kneževine Iași, nato Kamenets Podolsky in Hotin na Dnestru. Tako je bila celotna kneževina priključena Mihaelovem žezlu. Zahvaljujoč vojaški spretnosti Starine Novaka je vlaškemu vojvodu uspelo razširiti svojo oblast nad tri podonavske kneževine, Vlaško, Transilvanijo in Moldavijo.
Uspeh je trajalo le nekaj mesecev, saj so Mihaela napadle številne združene avstrijske in transilvanske uporniške čete, ki so ga kljub pogumu in spretnostim Starine Novaka, v bitki pri Mirăslăuju 18. septembra 1600 premagale. Istočasno je močna Poljsko-litovska skupnost napadla Moldavijo in, čeprav jo je Starina Novak ustavil pri Nyeniju, uspela zadržati Poljake 10 dni, nazadnje pa je Mihael izgubil vse, ko so ga oktobra 1600 celo iz Vlaške pregnale poljske čete, ki jim je poveljeval veliki hetman Jan Zamojski. S Starino Novakom sta decembra odšla na Dunaj iskat pomoč pri cesarju Rudolfu II.

## Smrt
Neuspehi Mihaela Hrabrega so posledično pripeljali do tragične smrti Starine Novaka. Katoliško ogrsko plemstvo Transilvanije, ki je nedavno pred tem izvedlo državni udar proti svojemu pravnomočnemu knezu Mihaelu Hrabremu, je slednjega obtožilo sodelovanja s temešvarskim pašo. Zdaj že zelo ostareli Novak je bil po krivem obtožen, da je nameraval Turkom prepustiti trdnjavi Lugoj in Caransebeș, njegov pravi namen pa se je čez čas razvedel. Tako je bil Novaka izdaje obtožil njegov nekdanji zaveznik Giorgio Basta, nato pa je bil poslan ogrskim oblastem v Kolozsvár z obsodbo na zažig. 5. februarja 1601 so Novaka na posebno sadističen način usmrtili v Koloszváru, kjer so ga živega odrli posebej najeti Cigani, nato pa so ga živega pekli na počasnem ognju več kot uro in pol ter ga občasno polivali z vodo, da bi mu podaljšali muke. Nazadnje so ga napol mrtvega nabili na kol in pustili, da ga pojedo ptice ujede. Skupaj z njim sta bila ubita tudi dva njegova častnika, Jovan Celest in Savi Armašulu, ter najmanj en saški pravoslavni duhovnik. Z neverjetno natančnostjo so veljaki poročali o svojih stroških za sadistično usmrtitev na mestnem trgu: »6. februarja 1601. Dano Ciganom za odiranje, pečenje in nabijanje Babe Novaka in duhovnika – 7,50 forinta; Plačano za Babo Novaka in duhovnika dvema krvnikoma – 3 forinti; Plačano Luki Aksi za pribijanje Babe Novaka – 25. februarja 1601 odkupil dva trama od Georgija Ekesa, na katerih sta bila sežgana Baba Novak in duhovnik – 1,20 forinta«.
Mihael ni vedel za usmrtitev in je o le-tej slišal, ko ga je pot peljala skozi Koloszvár zgodaj avgusta 1601; na mestu usmrtitve je izobesil zastavo. Giorgio Basta je zatem ukazal Mihaela umoriti, kar se je 9. avgusta 1601 zgodilo v bližini kraja Câmpia Turzii.

## Starina Novak v kulturi
Starina Novak je po smrti postal legendarna osebnost, prisotna v bolgarski, romunski in predvsem srbski pesniški folklori, kot glavna osebnost pesnitev Starina Novak i knez Bogosav, Starina Novak i deli Radivoje in drugih. Nekatere pesmi Starino Novaka mešajo s starejšim vojskovodjem, Novakom Debelićem, plemičem iz 15. stoletja; lik Starine Novaka v epski poeziji lahko pomeni dve osebi.
V ljudskih pesmih Starina Novak ostaja kot nepremagljivi junak in branilec kristjanov pred Osmani. Opevan je v tako imenovanih Bulgarshtitsi, ljudskem epu južnih Slovanov in v njih zavzema pomembno mesto poleg drugih legendarnih osebnosti, kot so Kraljevič Marko, Miloš Obilić in drugi. Iz ljudskega izročila so znana tudi imena njegovega brata Radivoja in Novakovih dveh sinov, Tatomira (Sracimira) in Gruice, ki ju prav tako slavijo kot borca proti Turkom.

## Zapuščnina
V Konstanci, Cluju-Napoci, Craiovi, Bukarešti, Brașovu, in Beogradu so po Starini Novaku poimenovane ulice.
O Novaku govori pesem Baba Novak romunske glasbene skupine Transsylvania Phoenix.
V Srbiji je del Palilule v Beogradu posvečen Starini Novaku. Po njem je poimenovana ulica, lokalna skupnost, osnovna šola, ustanovljena leta 1922, in park. Območje današnjega parka je do leta 1954 nosilo ime Trg Starine Novaka. Oktobra 2017 je mestno vodstvo razglasilo, da bo v park postavljen spomenik Starini Novaku.
Na južnih pobočjih gore Romanije v Bosni in Hercegovini je znamenita jama Starina Novak, povezana z uglednim hajduškim vojvodo, v Plevnu pa je z njim povezano tudi območje Kaylaka.